# Гарсијасвил (Тексас)
Гарсијасвил (енгл. Garciasville) насељено је место без административног статуса у америчкој савезној држави Тексас.

## Демографија
По попису из 2010. године број становника је 46.